# Макеевский сельский округ (Акмолинская область)
Маке́евский се́льский окру́г (каз. Макеевка ауылдық округі) — административная единица в составе Атбасарского района Акмолинской области Республики Казахстан. 
Административный центр — село Шуйское.

## География
Сельский округ расположен в северной части района, граничит:
- на северо-востоке с Максимовским сельским округом Сандыктауского района,
- на юго-востоке с Полтавским сельским округом,
- на юге со селом Новосельское,
- на западе со селом Киевское Жаксынского района,
- на севере с Баракпайским, Веселовским сельскими округами и селом Хлебное Сандыктауского района.

Через территорию сельского округа протекает река Жыланды.

## История
В 1989 году существовал как — Макеевский сельсовет (сёла Шуйское, Макеевка, Третьяковка).
В периоде 1991—1998 годов сельсовет был преобразован в сельский округ в соответствии с реформами административно-территориального устройства Республики Казахстан;
Постановлением акимата Акмолинской области от 22 ноября 2019 года № А-11/570 и решением Акмолинского областного маслихата от 22 ноября 2019 года № 6С-39-8 «Об изменении административно-территориального устройства Атбасарского района Акмолинской области» (зарегистрированное Департаментом юстиции Акмолинской области 29 ноября 2019 года № 7530):
- село Третьяковка было отнесено в категорию иных поселений и исключено из учётных данных,
- поселение села было включено в состав села Шуйское.

## Население
| Численность населения | Численность населения | Численность населения |
| 1989                  | 1999                  | 2009                  |
| --------------------- | --------------------- | --------------------- |
| 2123                  | ↘1695                 | ↘972                  |

## Состав
| № | Населённый пункт | Тип населённого пункта       | Население, 1989 | Население, 1999 | Население, 2009 |
| - | ---------------- | ---------------------------- | --------------- | --------------- | --------------- |
| 1 | Макеевка         | село                         | 501             | 519             | 147             |
| 2 | Третьяковка      | сел, упразднено              | 233             | 205             | 76              |
| 3 | Шуйское          | село, административный центр | 1 389           | 971             | 749             |

## Местное самоуправление
Аппарат акима Макеевского сельского округа — село Шуйское, улица Целинная, 12.
- Аким сельского округа — Маратов Азат Маратович[1].